# Håkan Nygren
Håkan Nygren, född 7 juli 1944 i Skellefteå, är en före detta svensk ishockeytränare och ishockeyspelare.
Håkan Nygren spelade 58 matcher för Sveriges herrlandslag i ishockey, 13 B-landskamper och 5 juniorlandskamper. Efter sin aktiva karriär blev han ishockeytränare från 1977 och har jobbat i 14 klubbar och 5 länder.

## Meriter
- VM-silver 1969
- EM-silver 1969
- VM-brons 1971
- EM-brons 1971
- Stora Grabbars Märke nummer 81
- SM-silver 1974

## Klubbar som aktiv[1]
- Alfredshems IK 1959-1962
- Skellefteå AIK 1962-1964
- MoDo Hockey 1964-1967, 1968-1973
- Rögle BK 1967-1968
- Timrå IK 1973-1977

## Klubbar som tränare
- Timrå IK 1977—1980
- Mörrum Hockey 1980—1983
- IF Troja-Ljungby 1983—1985, 1990—1993
- MoDo Hockey 1985—1987
- Rögle BK 1987—1990, 1999—2000
- HV 71 1993—1994
- Esbjerg, Danmark 1994—1995
- Rungsted, Danmark 1995—1996
- Esbo, Finland 1996—1998
- Kristianstads IK 1998—1999
- Växjö Lakers Hockey 2000—2002
- Bergen, Norge 2002—2005
- Osby IK 2005—2006
- Nijmegen, Holland 2006—2007
- Partizan, Serbien 2008—2010
- Ferencváros, Ungern 2010—
- ASC Corona Brasov 2014—2015